# Hinterhornbach
Hinterhornbach ist eine Gemeinde im Bezirk Reutte in Tirol (Österreich) mit 91 Einwohnern (Stand 1. Jänner 2024).

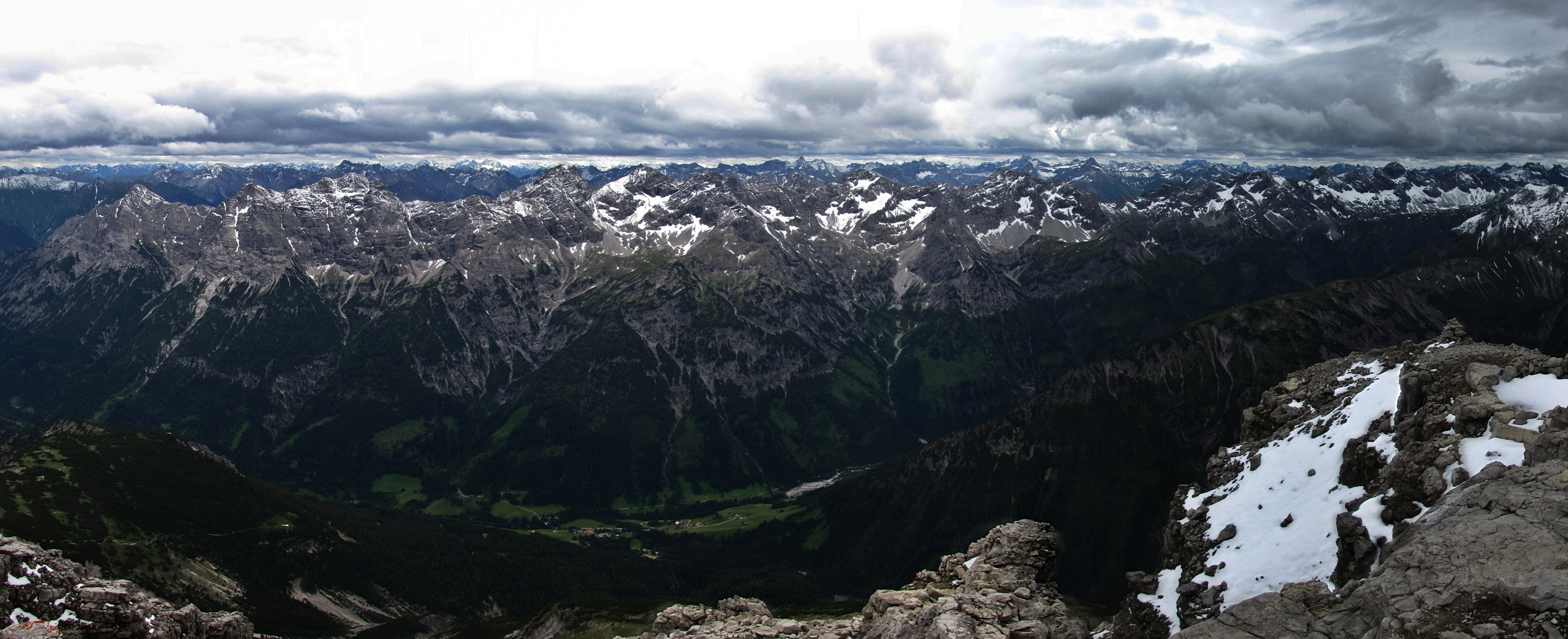
Hornbachkette vom Hochvogel aus gesehen, dazwischen Hinterhornbach.

## Geografie
Hinterhornbach liegt im hinteren Teil des Hornbachtals, einem Seitental des Lechtals, an der Grenze zu Deutschland. Der tiefste Punkt der Gemeinde liegt knapp unter 1100 Meter Seehöhe. Das Tal wird von den Allgäuer Alpen umrahmt, im Norden von der Hochvogelgruppe, deren höchster Gipfel der Hochvogel mit 2592 Meter ist. Im Westen schließt die Rauheckgruppe mit dem 2385 Meter hohen Rauheck das Tal ab. Im Süden liegt die Hornbachkette, in der es nur wenige Scharten unter 2400 Meter gibt. Die markantesten Gipfel sind Großer Krottenkopf (2656), Kreuzkarspitze (2587) und Bretterspitze (2609 Meter).
Die Gemeinde hat eine Fläche von etwas über fünfzig Quadratkilometer. Davon sind zwei Prozent landwirtschaftliche Nutzfläche, 35 Prozent Wald, 31 Prozent Almen und 32 Prozent hochalpines Gelände.

### Gemeindegliederung
Die kleine Gemeinde umfasst nur eine Katastralgemeinde und Ortschaft.

Neben dem Dorf Hinterhornbach selbst gehören die Rotten Krummenstein und Pretterhof zur Gemeinde. Außerdem gehört das Selbstversorgerhaus Kaufbeurer Haus zur Gemeinde. Die Gemeinde liegt im Gerichtsbezirk Reutte.

### Nachbargemeinden
| Bad Hindelang (Lkr. Oberallgäu., BY, DE) |                                             | Weißenbach am Lech Vorderhornbach |
| Oberstdorf (Lkr. Oberallgäu., BY, DE)    | Kompassrose, die auf Nachbargemeinden zeigt | Elmen                             |
| Holzgau                                  | Elbigenalp                                  | Häselgehr                         |

## Geschichte
Der Ort wurde 1235 erstmals urkundlich erwähnt. Die Besiedlung erfolgte als Almgebiet vom Allgäu her über die Joche. Die ursprünglichen Einzelhöfe wandelten sich zu Hofgruppen und weilerartigen Siedlungen.
Hinterhornbach war von alters her der Pfarre Elbigenalp, ab 1515 Elmen (1758 Kuratie, 1761/64 Widum) und der Gerichtsbarkeit Ehrenberg unterstellt, und gehörte zur Anwaltschaft Unterlechtal der Region Lechtal.
1810–1833 (davon 1806–1814 im Innkreis des Königreichs Bayern, danach wieder österreichisch) war die Ortschaft mit Vorderhornbach zum Steuerdistrikt (österreichisch Steuergemeinde) Hornbach vereinigt. 1883 entstand aus Hinterhornbach eine eigene Gemeinde. 1891 wurde es zur Pfarre erhoben.
Abwanderungen der 1950er und 1960er Jahre konnten durch Infrastrukturmaßnahmen, wie dem Straßenausbau im Tal, gestoppt werden.

### Bevölkerungsentwicklung
EinwohnerJahr607080901001101201860189019201950198020102040EinwohnerEinwohnerentwicklung von Hinterhornbach

## Kultur und Sehenswürdigkeiten

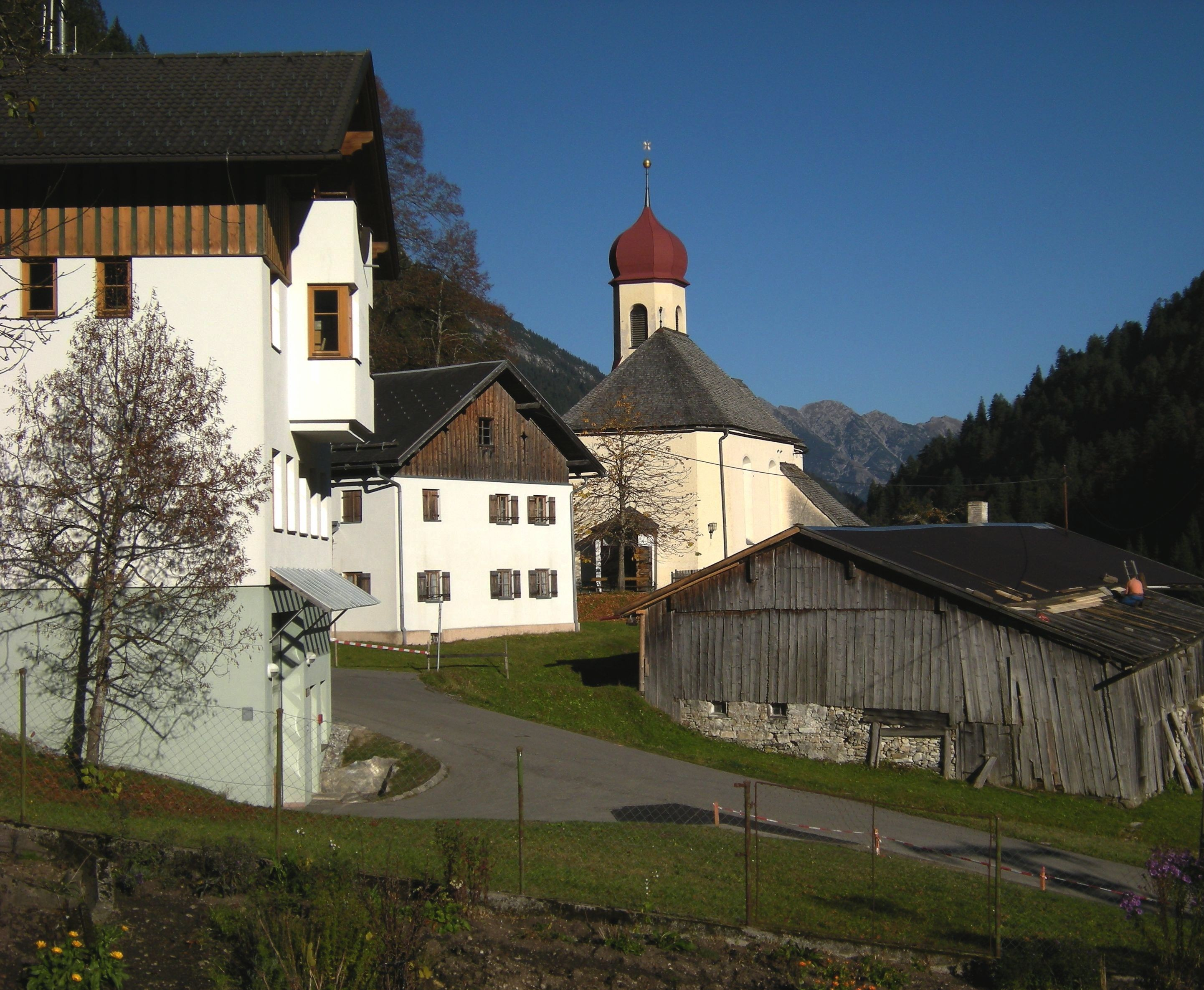
Pfarrkirche Hinterhornbach

- Katholische Pfarrkirche Hinterhornbach Unsere Liebe Frau vom Guten Rat

## Wirtschaft und Infrastruktur
In Hinterhornbach gibt es zwanzig landwirtschaftliche Betriebe, wovon zwölf Nebenerwerbsbauern sind. Diese bewirtschaften insgesamt nur ein Prozent der landwirtschaftlichen Fläche (Stand 2010).
Von den 39 Gebäuden des Ortes sind 31 Wohngebäude, sieben Hotels und ein allgemeines Gebäude. Die Anzahl der Übernachtungen stieg von 6000 im Jahr 2010 auf 13.000 im Jahr 2019. Der Großteil der Gäste kommt in den Sommermonaten.
Die einzige Straßenverbindung ist die Hornbacher Straße L264, die talauswärts nach Vorderhornbach und ins Lechtal führt.

## Politik

### Gemeinderat
In den Gemeinderat werden 9 Mandatare gewählt.  Die letzten Wahlen ergaben folgende Ergebnisse:
|                                  | 2010 | 2016 | 2022 |
| -------------------------------- | ---- | ---- | ---- |
| ÖVP Gemeinsam für Hinterhornbach | 5    | 9    | 9    |
| ÖVP Gemeindeliste Hinterhornbach | 4    | –    | –    |
| Gemeinderat-Mitglieder           | 9    | 9    | 9    |

### Bürgermeister
- bis 2010 Wilfried Lechleitner (ÖVP)
- seit 2010 Martin Kärle (ÖVP Gemeinsam für Hinterhornbach)

### Wappen
Blasonierung:
In Blau über zwei schmalen schrägrechten Wellenbalken ein silberner Widderkopf.
Das 1979 verliehene Gemeindewappen symbolisiert als redendes Wappen den Ortsnamen und erinnert außerdem an die früher bedeutende Schafzucht.

## Persönlichkeiten
- Johann Kärle (1835–1913), Maler